# Пригородный (Якутия)
Пригородный, Пригородное — село на территории городского округа «Город Якутск», Республики Саха (Якутия) России. Входит в состав Хатасского наслега. Население — 3208 чел. (2021).

## География
Пригородное находится в Центральной Якутии, в долине Туймаада, на левом берегу р. Лены.
уличная сеть
По данным на 2009 год уличная сеть состояла из десяти географических объектов, общей протяжённостью в 10 150 метров. Вид дорожного полотна, в основном, грунт.
| N  | Название улицы | протяжённость в метрах | Вид дорожного полотна    |
| -- | -------------- | ---------------------- | ------------------------ |
| 1  | Центральная    | 1 750                  | Асфальт                  |
| 2  | Новая          | 1 350                  | ПГС                      |
| 3  | Озерная        | 1 200                  | 200 м ПГС, 1 000 м грунт |
| 4  | Набережная     | 1 150                  | Грунт                    |
| 5  | Проточная      | 1 150                  | Грунт                    |
| 6  | Молодежная     | 1 100                  | Грунт                    |
| 7  | Тепличная      | 750                    | Грунт                    |
| 8  | Дачная         | 750                    | Грунт                    |
| 9  | Совхозная      | 500                    | Грунт                    |
| 10 | Заречная       | 450                    | Грунт                    |
|    | Итого:         | 10 150                 |                          |

Климат
Климат, как и по всему городскому округу — резко континентальный с длинной и суровой зимой (средняя температура января — около −40 °C) и коротким, но жарким летом (средняя температура июля — 19 °C). Характерны небольшое количество осадков в течение всего года (при этом большее количество осадков приходится на тёплое время года) и сухой воздух, особенно летом.

## История
В 1961—1991 годы село являлось отделением совхоза «Хатасский».
С 2005 года вошел в состав Якутска.
Согласно Закону Республики Саха (Якутия) от 30 ноября 2004 года N 173-З N 353-III село Пригородное вошло в образованное муниципальное образование Хатасский наслег.

## Население
| 2002 | 2010  | 2015  | 2021  |
| ---- | ----- | ----- | ----- |
| 779  | ↗1504 | ↗1507 | ↗3208 |

Национальный состав
Согласно результатам переписи 2002 года, в национальной структуре населения русские составляли 76 % от общей численности населения в 779 чел..

## Инфраструктура
экономика
Животноводство (мясо-молочное скотоводство, мясное табунное коневодство), овощеводство, картофелеводство, тепличное хозяйство, производственный участок коллективного хозяйства «Хатасское»
образование, культура, здравоохранение
Дом культуры, средняя общеобразовательная школа, учреждения здравоохранения и торговли.

## Транспорт
Проходит автодорога регионального значения Покровский тракт.  
Добраться можно на автобусе № 11, 103.  